# Железничка станица Себеш
Железничка станица Себеш је једно од стајалишта БГ ВОЗ-а (обе линије). Налази се у насељу Себеш у градској општина Палилула у Београду. Смештена је поред мочваре Велико Блато. Пруга се наставља ка Овчи у једном и Крњачи у другом смеру. Железничка станица Себеш састоји се из два колосека. 